# ロバート・マッシー
ロバート・マッシー（Robert Kinloch Massie III、1929年1月5日 - 2019年12月2日）は、アメリカ合衆国の歴史家。専門はロシア史。

## 経歴・人物
アメリカ合衆国ケンタッキー州レキシントン出身。エール大学で学んだ後、ローズ奨学生としてイギリスのオックスフォード大学に留学。1959年から『ニューズウィーク』や『サタデー・イブニング・ポスト』などで記者として活動した後に1967年にフランスへ渡る。以後、著述活動に専念し、同年に発表したニコライ2世と皇后アレクサンドラの伝記は、1971年に『ニコライとアレクサンドラ』として映画化され、第44回アカデミー賞（美術賞・衣装デザイン賞）に輝いた。
1981年、Peter the Great: His Life and World で、ピュリツァー賞（伝記部門）を受賞、1986年にはテレビドラマ化され、エミー賞に輝いた。
2019年12月2日、アルツハイマーの合併症などによりアメリカ合衆国・ニューヨーク州アーヴィンストンの自邸にて生涯を閉じた。90歳没。

## 著書
- Nicholas and Alexandra, Atheneum, 1967.
  - 『ニコライとアレクサンドラ――悲劇のロマノフ王家』 （リーダーズダイジェスト訳、日本リーダーズダイジェスト社、1972年）
  - 『ニコライ二世とアレクサンドラ皇后――ロシア最後の皇帝一家の悲劇』 （佐藤俊二訳、時事通信社、1997年）
- Peter the Great, his life and world, Knopf, 1980.
- Dreadnought: Britain, Germany, and the coming of the great war, Random House, 1991.
- The Romanovs: the final chapter, Random House, 1995.
  - 『ロマノフ王家の終焉――ロシア最後の皇帝ニコライ二世とアナスタシア皇女をめぐる物語』 （今泉菊雄訳、鳥影社、1999年）
- Castles of steel: Britain, Germany, and the winning of the Great War at sea, Ballantine, 2003.
- Catherine the Great: portrait of a woman, Random House, 2011.
  - 『エカチェリーナ大帝――ある女の肖像』上下巻 （北代美和子訳、白水社、2014年）

### 共著
- Journey, with Suzanne Massie, Knopf, 1975.

『旅路――血友病と闘った夫妻の記録』 （三浦朱門ほか訳、双葉社、1978年）